# Eparchia otradnieńska
Eparchia otradnieńska – jedna z eparchii Rosyjskiego Kościoła Prawosławnego, z siedzibą w Otradnym. Należy do metropolii samarskiej.
Utworzona 15 marca 2012 postanowieniem Świętego Synodu, poprzez wydzielenie z eparchii samarskiej i syzrańskiej. Obejmuje część obwodu samarskiego – okręgi miejskie Otradnyj i Pochwistniewo oraz rejony municypalne: borski, czełno-wierszyński, isakliński, jełchowski, kamyszliński, kiniel-czerkasski, klawliński, koszkiński, krasnojarski, pochwistniewski, siergijewski i szentaliński.

## Biskupi otradnieńscy
- Nikifor (Chotiejew), 2012-2025[1][2]
- Cyryl (Umriłow), od 2025[3]

## Dekanaty
W skład eparchii wchodzi 8 dekanatów:
- borski;
- cariewszczyński;
- isakliński;
- kiniel-czerkasski;
- koszkiński;
- krasnojarski;
- pochwistniewski;
- siergijewski.